# كليمنس بوش
كليمنس بوش (بالألمانية: Clemens Busch)‏ هو دبلوماسي وسياسي ألماني، ولد في 10 مايو 1834 في كولونيا في ألمانيا، وتوفي في 25 نوفمبر 1895 في برن في سويسرا. انتخب سفير ألمانيا لدى سويسرا.